# Grand Magus (Album)
Grand Magus ist die erste LP der schwedischen Band Grand Magus. Das Album wurde im November 2001 in Europa und den Vereinigten Staaten veröffentlicht.

## Musikstil
Die Musik auf der Platte wurde mit einer Mischung aus der späteren Phase von Corrosion of Conformity, Black Sabbath, Deep Purple sowie The Obsessed verglichen.

## Rezeption
Im Magazin Rock Hard schrieb Andreas Himmelstein, die Platte sei etwas für diejenigen, die bei „über 60 bpm unter Stress-Attacken leiden“: „Würden die Schweden hin und wieder ein bisschen mehr Gas geben, käme ihr Vollbart-Rock eine ganze Ecke vitaler daher. So ist das Ganze auf Dauer doch ein wenig zu zäh.“ Er vergab sechs von zehn Punkten. Brian O’Neill von Allmusic schrieb, Grand Magus schienen in einer „Zeitkapsel“ gefangen, aber das sei nicht notwendigerweise etwas Schlechtes. Die Wertung lag bei drei von fünf Sternen.

## Titelliste
1. Gauntlet – 3:46
2. Legion – 3:46
3. Never Learned – 4:48
4. Black Hound of Vengeance – 5:00
5. Coat of Arms – 3:34
6. Generator – 5:32
7. Wheel of Time – 5:15
8. Lodbrok – 4:07
9. Black Hole – 5:00
10. Mountain of Power – 5:52

Bonustitel der japanischen Pressung
1. Tale of the Unexpected
2. Grand Magus